# P Studio
P Studio (stiliserat P・STUDIO) är en studio hos datorspelsutvecklaren Atlus, och är den studio som utvecklar spelen i Shin Megami Tensei: Persona-serien från och med Persona 3, som gavs ut år 2006. De har även utvecklat det fristående spelet Catherine.
Studion hade inget specifikt namn förrän utvecklingen av spelet Persona 4 Golden, som släpptes den 12 juni 2012, utan kallades till dess bara informellt Persona Team; varumärket "P Studio" registrerades inte officiellt förrän den 19 oktober 2012.

## Personer
Studion leds av producenten och regissören Katsura Hashino, figurdesignern och art directorn Shigenori Soejima och kompositören Shōji Meguro.

## Spel
- Shin Megami Tensei: Persona 3 (2006, Playstation 2)
  - Shin Megami Tensei: Persona 3 FES (2007, Playstation 2. Utökad version av Persona 3.)
  - Shin Megami Tensei: Persona 3 Portable (2009, Playstation Portable. Utökad version av Persona 3.)
- Shin Megami Tensei: Persona 4 (2008, Playstation 2)
  - Persona 4 Golden (2012, Playstation Vita. Utökad version av Persona 4.)
- Catherine (2011, Playstation 3, Xbox 360)
- Persona 4 Arena (2012, arkad, Playstation 3, Xbox 360)
- Persona 4 Arena Ultimax (2013, arkad, Playstation 3, Xbox 360)
- Persona Q: Shadow of the Labyrinth (2014, Nintendo 3DS)
- Persona 4: Dancing All Night (2015, Playstation Vita)[3]
- Persona 5 (2016, Playstation 3, Playstation 4)[4]